# Друга Женевська конвенція

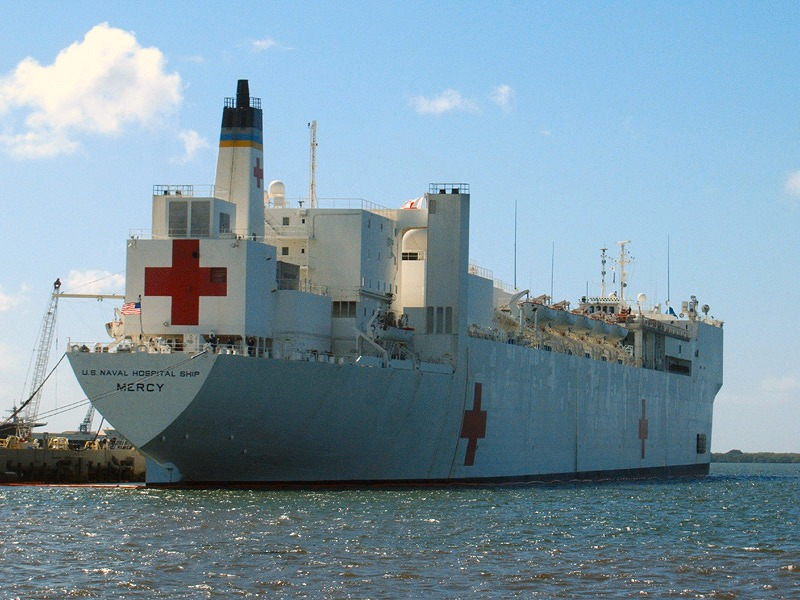
Госпітальний корабель USNS Mercy ВМС США

Друга Женевська конвенція про поліпшення долі поранених, хворих та осiб, якi зазнали корабельної аварії, зі складу збройних сил на морi, є одним iз чотирьох договорів Женевських конвенцій .  Женевська конвенцiя про поліпшення долi поранених, хворих та осiб, які зазнали корабельної аварії, зі складу збройних сил на морі, була вперше прийнята в 1949 роцi, замінивши Гаазьку конвенцію (X) 1907 року.  Вона застосовує основний захисний режим Першої Женевської конвенції до бойових дiй на морі. 

## Короткий зміст положень
| Учасники ЖК I–IV та Учасники ЖК I–III   | Учасники ЖК I–IV та Учасники ЖК I–II |
| Учасники ЖК I–IV та Учасники ЖК I і III | Учасники ЖК I–IV та Учасники ЖК I    |
| Учасники ЖК I–IV та Учасники ЖК III     | Учасники ЖК I–IV та не учасники      |

Учасники Женевських конвенцій і протоколів

Договір є обширним документом, який складається з 63 статей. Найважливішими положеннями договору є:
- Статті 12 і 18 вимагають від усіх сторін захищати і дбати про поранених, хворих та потерпілих від корабельної аварії.
- Стаття 14 вказує, що незважаючи на те, що військовий корабель не може захопити медичний персонал госпітального судна, він може тримати поранених, хворих і потерпілих від корабельної аварії як військовополонених .
- Стаття 21 дозволяє звертатися до нейтральних суден з проханням допомогти забрати та доглядати за пораненими, хворими та потерпілими від корабельної аварії. Нейтральні судна не можуть бути захоплені.
- Статті 36 і 37 захищають релігійний і медичний персонал, який служить на бойовому кораблі.
- У статті 22 зазначено, що госпітальні кораблі не можуть використовуватися для будь-яких військових цілей, і завдяки їхній гуманітарній місії вони не можуть бути атаковані або захоплені.

Для детального обговорення кожної статті договору див. оригінальний текст  і коментар.  Зараз 196 країн є учасниками Женевських конвенцій 1949 року, включно з цим другим договором, а також іншими трьома. 

## Дивись також
- Список учасників Женевських конвенцій

## Зовнішні посилання
- Заключний акт Другої мирної конференції, Гаага, 18 жовтня 1907 р

Шаблон:Geneva Conventions